# Puerto Natales
Puerto Natales est une ville du Chili située en Patagonie dans le sud du pays. Elle est le chef lieu de Natales, la plus grande commune du pays, et de la province de Última Esperanza , elle-même rattachée à la région de Magallanes et de l'Antarctique chilien. Sa population s'élève à 19 023 habitants au recensement de 2017. C'est un port (pêche et liaison par traversier).

## Géographie
Puerto Natales est situé sur le canal Señoret et le fjord Última Esperanza, relié à l'océan Pacifique par le golfe Almirante Montt. Située à 250 km environ de Punta Arenas, la ville possède un aérodrome situé à 8 km au nord par la ruta 9. Il existe une liaison ferry régulière et des bus partant et allant de Puerto Montt à Punta Arenas. Puerto Natales se trouve à 2 040 kilomètres à vol d'oiseau au sud de la capitale Santiago (2 801 km par la route en passant par l'Argentine) et à 192 kilomètres à vol d'oiseau au nord-nord-ouest de Punta Arenas capitale de la région de Magallanes. Elle est reliée à cette ville par la Route 9 mais par contre aucune route ne la relie au nord avec le reste du pays du fait du relief.

## Histoire
Peuplée originellement par les Amérindiens Alakalufs et Tehuelches, cette région fut découverte en 1557 par le navigateur Juan Fernández Ladrillero. Des immigrants allemands et anglais aux XVIIIe et XIXe siècles ont développé des estancias. Puerto Natales fut officiellement fondée en 1911.

## Économie
La principale activité de la région reste encore aujourd'hui l'élevage d'ovins et le tourisme. En effet les touristes (chiliens du nord et étrangers), fascinés par la beauté des paysages du parc national Torres del Paine, arrivent en masse durant la saison d'été.

## Climat
Son climat est semblable à celui de Punta Arenas et de la Patagonie en général. En été, les températures varient entre 17,3 °C et 5,7 °C et en hiver entre 5,3 °C et −2,8 °C. La température moyenne est en été (février) de 12,5 °C et en hiver (juillet) de 1,9 °C. Les vents dominants d'ouest sont extrêmement soudains et violents. Au cœur de l'été, il fait jour durant près de dix-huit heures et inversement nuit en hiver.
| Mois                                  | jan.      | fév.      | mars      | avril     | mai        | juin       | jui.      | août       | sep.      | oct.      | nov.      | déc.      | année    |
| ------------------------------------- | --------- | --------- | --------- | --------- | ---------- | ---------- | --------- | ---------- | --------- | --------- | --------- | --------- | -------- |
| Température minimale moyenne (°C)     | 5,3       | 5,2       | 4,1       | 1,4       | −0,5       | −0,7       | −1,5      | −0,8       | 0,4       | 2,3       | 4,1       | 5,2       | 2        |
| Température moyenne (°C)              | 11,4      | 10,7      | 9,4       | 5,8       | 2,9        | 2,3        | 1,6       | 2,4        | 4,3       | 6,8       | 8,6       | 9,8       | 6,3      |
| Température maximale moyenne (°C)     | 16,4      | 16,1      | 14,7      | 10,9      | 7,3        | 5,4        | 4,8       | 6,3        | 9,1       | 12        | 13,4      | 14,1      | 10,8     |
| Record de froid (°C) date du record   | −2,4 2015 | −7,4 2012 | −6,8 2007 | −8,8 2020 | −10,4 2012 | −13,1 2020 | −16 2010  | −10,8 2010 | −8,2 2016 | −8 2019   | −4,1 2013 | −4,1 2015 | −16 2010 |
| Record de chaleur (°C) date du record | 27,2 2013 | 30 2019   | 28,6 2009 | 24,1 2020 | 18,5 2018  | 18,4 2009  | 16,1 2005 | 17,2 2021  | 19,8 2015 | 20,5 2020 | 26,5 2016 | 24,8 2011 | 30 2019  |
| Précipitations (mm)                   | 33,2      | 35,3      | 40,6      | 52,1      | 52,4       | 54,2       | 38,2      | 34,9       | 22,9      | 31,6      | 23,8      | 25,1      | 444,3    |
| Humidité relative (%)                 | 74        | 74        | 78        | 82        | 83         | 84         | 83        | 83         | 80        | 75        | 74        | 74        | 78,7     |
| Nombre de jours avec neige            | 0         | 0         | 0         | 1         | 2          | 4          | 5         | 3          | 2         | 1         | 0         | 0         | 18       |

| Diagramme climatique                                  |             |             |             |             |             |             |             |            |           |             |             |
| J                                                     | F           | M           | A           | M           | J           | J           | A           | S          | O         | N           | D           |
| 16,45,333,2                                           | 16,15,235,3 | 14,74,140,6 | 10,91,452,1 | 7,3−0,552,4 | 5,4−0,754,2 | 4,8−1,538,2 | 6,3−0,834,9 | 9,10,422,9 | 122,331,6 | 13,44,123,8 | 14,15,225,1 |
| Moyennes : • Temp. maxi et mini °C • Précipitation mm |             |             |             |             |             |             |             |            |           |             |             |

## Patrimoine
La ville est célèbre pour son site du mylodon. Dans une caverne à une vingtaine de kilomètres de la ville, on y a découvert les restes de la présence du mylodon (milodón en espagnol), très ancien paresseux terrestre géant mammifère herbivore de 3 mètres de long et ayant une masse d'une tonne.

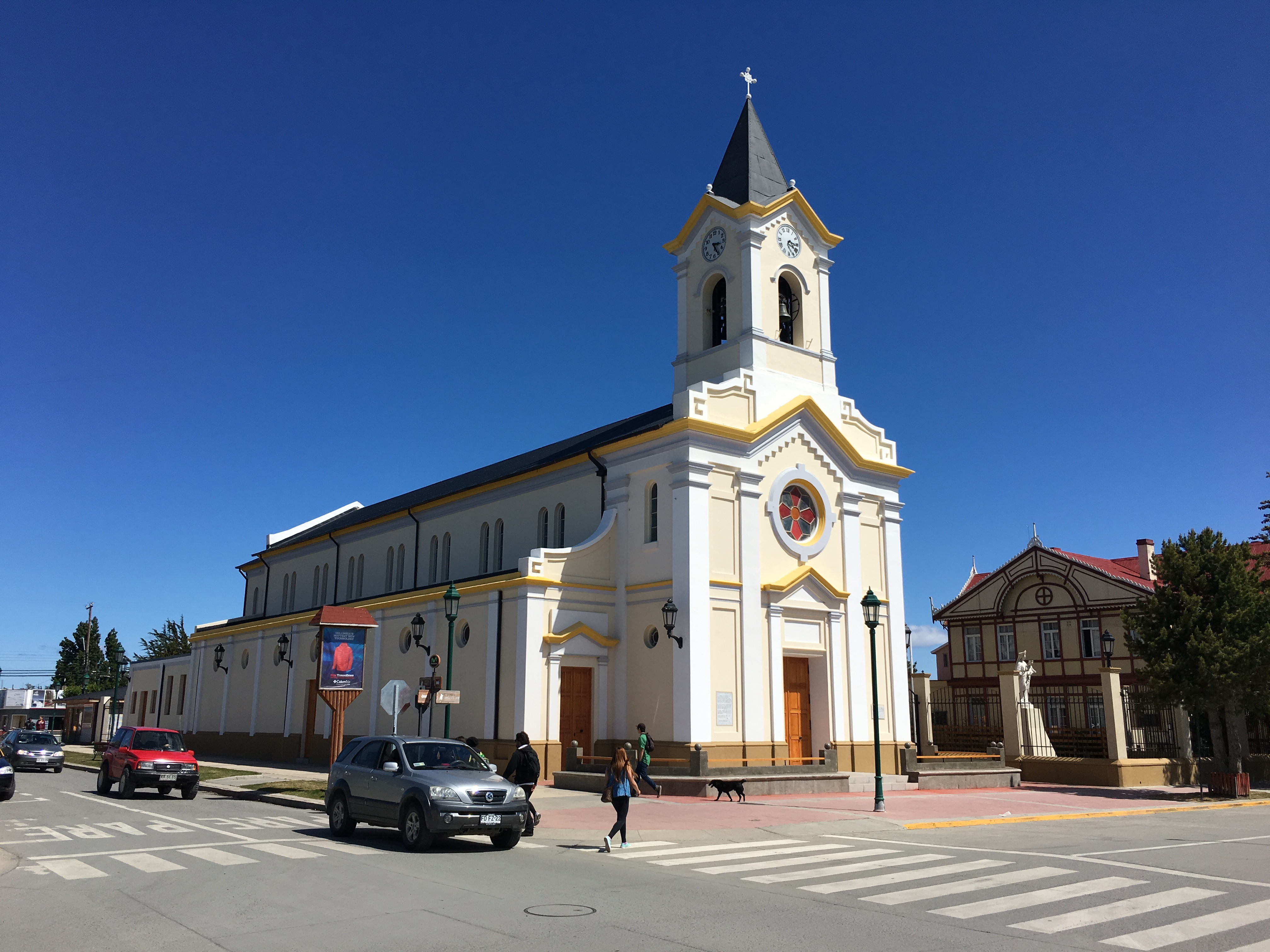
Eglise Maria Auxiliadora
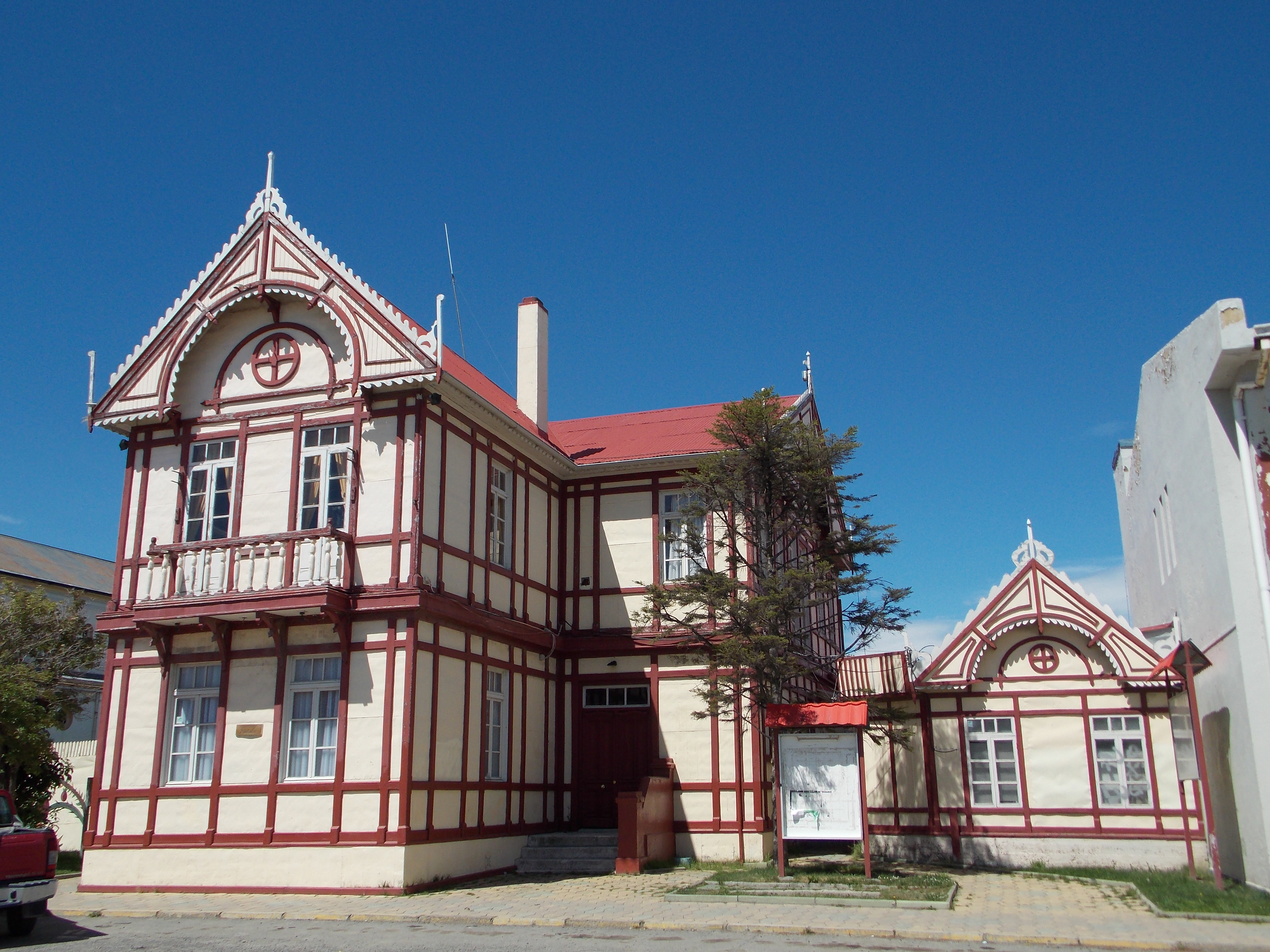
Mairie
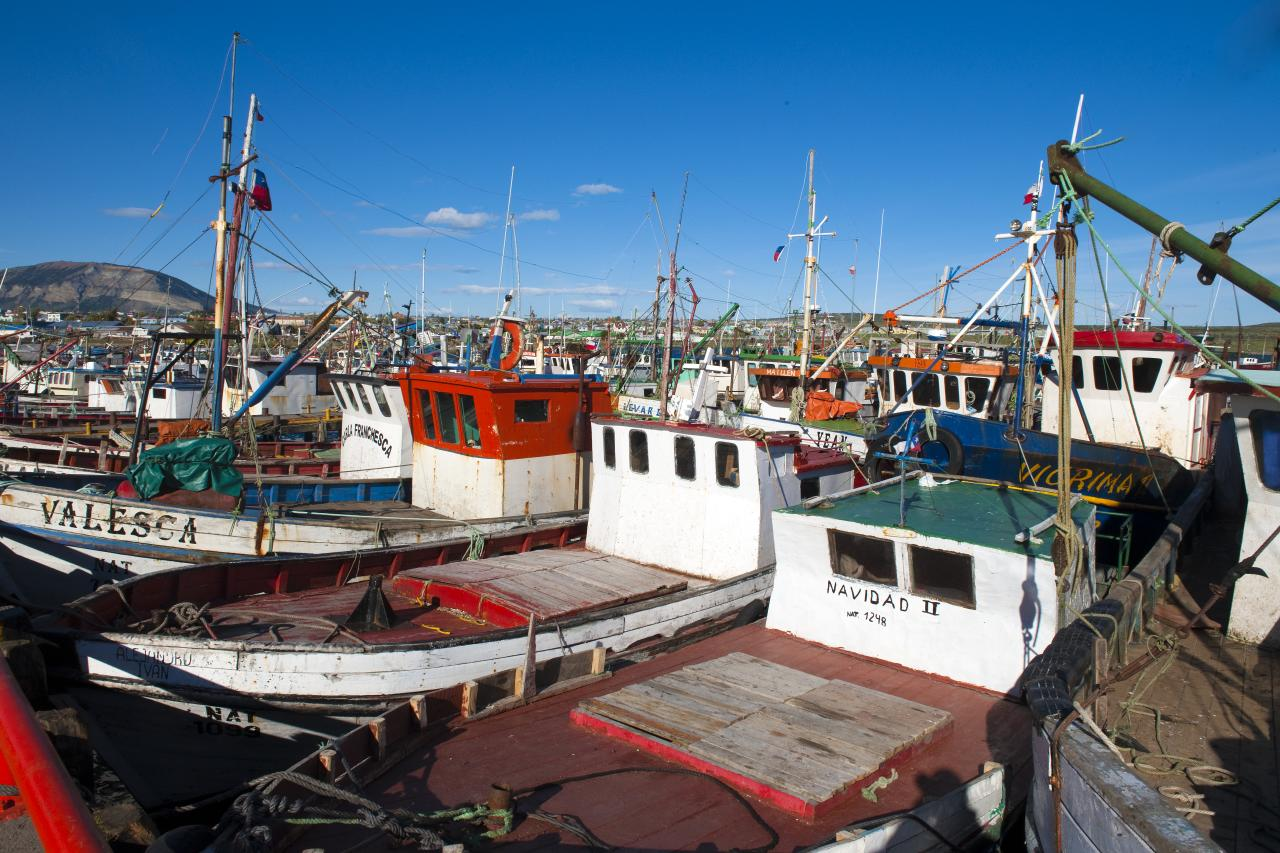
Port de pêche
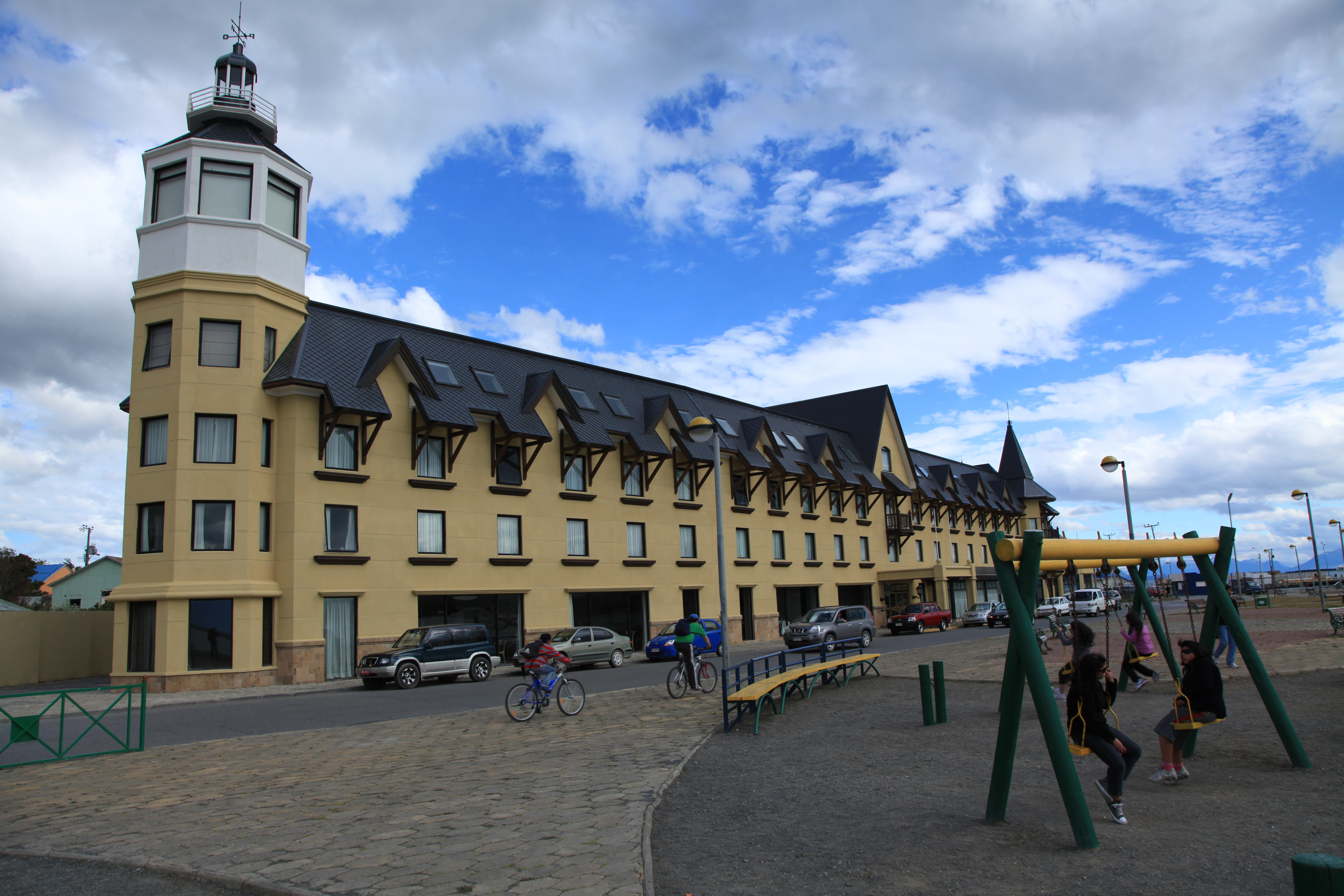
Hôtel CostAustralis